# Natalí Doreski
Natalí Doreski es una jugadora argentina de hockey y Especialista en Marketing Deportivo. Nació el 19 de enero de 1980 en la provincia de Buenos Aires, Argentina. Es integrante del equipo de Hacoaj y en el pasado jugó en el equipo Laren de Holanda. Además integró la selección argentina de Hockey, Las Leonas, desde el año 1998 cuando debutó en un Test Match ante Australia consiguiendo jugar 73 partidos internacionales con 23 goles anotados.